# Piet Peelenbrug
De Piet Peelenbrug (brug 786) is een vaste brug in Osdorp, Amsterdam Nieuw-West.
De voet- en fietsbrug uit 1984 vormt de verbinding tussen het Verlengde Hoekenespad en Stadspark Osdorp en overspant de Hoekenesgracht. Aan de westkant van de brug staan twee van de vier beelden uit de beeldengroep Markering van Adriaan Rees.
De brug is vermoedelijk gebouwd op een betonnen paalfundering en leunt op zes betonnen brugpijlers. Ook de borstweringen zijn van beton. De overspanning bestaat uit houten balken met daarop dwars gelegde planken. Er zijn zeven onderdoorvaarten, waarvan de breedste 4,70 meter bedraagt. Opvallend aan de brug zijn de leuningen en balustrades. De esthetisch architect schreef hier zware massief aandoende houten balken voor, die donker gekleurd zijn, met enigszins groene balusters.
De brug is vernoemd naar Piet Peelen (1922-1978), werkzaam bij de afdeling Bruggen van de Dienst der Publieke Werken. Hij bemoeide zich met de leefbaarheid in de regio, vooral op verkeertechnisch gebied. De brug heeft haar naam heeft gekregen in 1984. De naam is uitgefreesd of gebeiteld uit een van de leuningen.

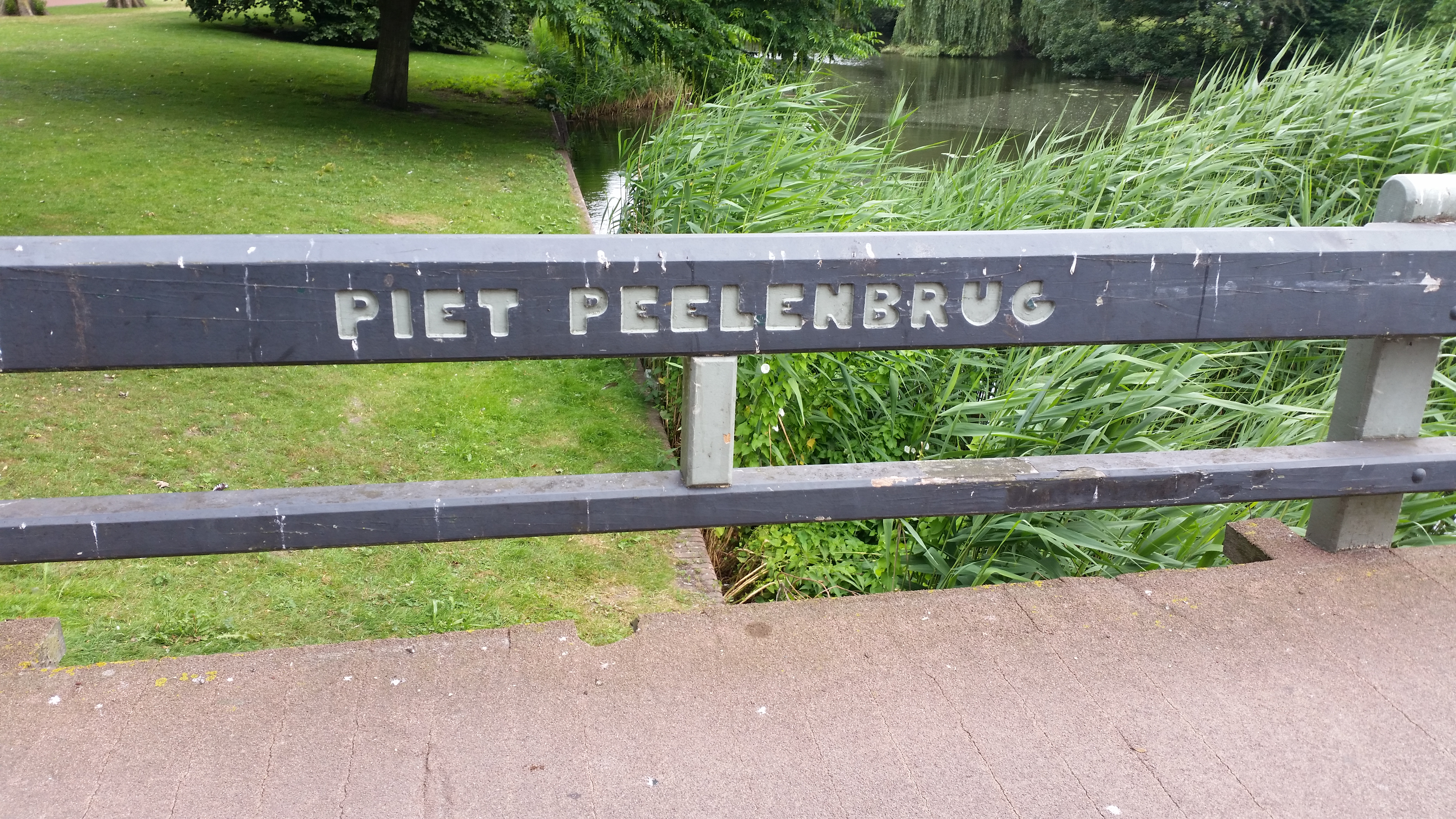
naamplaat (juni 2018)

<<< · 700 · 701 · 702 · 703 · 704 · 705 · 706 · 707 · 708 · 709 · 710 · 711 · 712 · 713 · 714 · 715 · 716 · 717 · 718 · 719 · 720 · 721 · 722 · 725 · 726 · 729 · 730-738 · 739 · 740 · 741 · 742 · 743 · 744 · 745 · 746 · 747 · 748 · 749 · 751 · 752 · 753 · 754 · 755 · 756 · 757 · 758 · 759 · 760 · 761 · 762 · 763 · 764 · 765 · 766 · 767 · 768 · 769 · 770 · 771 · 772 · 773 · 775 · 776 · 777 · 778 · 779 · 780 · 781 · 782 · 783 · 784 · 786 · 787 · 788 · 789 · 790 · 791 · 792 · 793 · 794 · 795 · 797 · >>>
Brugnummers  723, 724, 727, 728, 750, 774, 785, 796 (niet gerealiseerde brug over de Slotervaart), 798 en 799 zijn niet vergeven.